# Scoglio Fusarella
Lo scoglio Fusarella è un'isola dell'Italia, in Campania, appartiene a Vico Equense, comune italiano della città metropolitana di Napoli.